# Томм
Томм (нім. Thomm) — громада в Німеччині, розташована в землі Рейнланд-Пфальц. Входить до складу району Трір-Саарбург. Складова частина об'єднання громад Рувер.
Площа — 4,49 км2. Населення становить 1077 ос. (станом на 31 грудня 2020).